# Piastowo (gromada)
Piastowo – dawna gromada, czyli najmniejsza jednostka podziału terytorialnego Polskiej Rzeczypospolitej Ludowej w latach 1954–1972.
Gromady, z gromadzkimi radami narodowymi (GRN) jako organami władzy najniższego stopnia na wsi, funkcjonowały od reformy reorganizującej administrację wiejską przeprowadzonej jesienią 1954 do momentu ich zniesienia z dniem 1 stycznia 1973, tym samym wypierając organizację gminną w latach 1954–1972.
Gromadę Piastowo z siedzibą GRN w Piastowie (obecnie są to dwie wsie: Nowe Piastowo i Stare Piastowo) utworzono – jako jedną z 8759 gromad na obszarze Polski – w powiecie sierpeckim w woj. warszawskim, na mocy uchwały nr VI/10/19/54 WRN w Warszawie z dnia 5 października 1954. W skład jednostki weszły obszary dotychczasowych gromad Bledzewko, Bledzewo, Kwaśno, Miłobędzyn, Piaski, Piastowo i Piastowo Nowe ze zniesionej gminy Białyszewo oraz obszar dotychczasowej gromady Gorzewo ze zniesionej gminy Borkowo w tymże powiecie. Dla gromady ustalono 15 członków gromadzkiej rady narodowej.
Gromadę zniesiono 31 grudnia 1959 1 stycznia 1960, a jej obszar włączono do nowo utworzonej gromady Borkowo gromady Sierpc w tymże powiecie (wykreślone zmiany retroaktywnie uchylone uchwałami z 25 lutego 1960).